# توشيهيد ماتسوي
توشيهيد ماتسوي مواليد 19 أبريل 1978 في أوساكا، هو لاعب كرة مضرب ياباني بدأ مسيرته كمحترف سنة 2001 يلعب باليد اليمنى. أعلى تصنيف له في الفردي كان المركز الـ 261 في سنة 2006. أعلى تصنيف له في الزوجي كان المركز الـ 212 في سنة 2014.

## وصلات خارجية
- توشيهيد ماتسوي على موقع رابطة محترفي التنس (الإنجليزية)
- توشيهيد ماتسوي على موقع الاتحاد الدولي لكرة المضرب (الإنجليزية)
- توشيهيد ماتسوي على موقع كأس ديفيز (الإنجليزية)
- توشيهيد ماتسوي على موقع خلاصة التنس.كوم (الإنجليزية)
- توشيهيد ماتسوي على موقع إي إس بي إن.كوم (الإنجليزية)

- الموقع الرسمي